# Michelle Ruthven
Michelle Ruthven z domu McKendry (ur. 18 czerwca 1967 w Orangeville) – kanadyjska narciarka alpejska.

## Kariera
W zawodach Pucharu Świata zadebiutowała w sezonie 1987/1988. Pierwsze punkty wywalczyła 16 grudnia 1988 roku w Altenmarkt, gdzie zajęła dwunaste miejsce w kombinacji. Na podium zawodów tego cyklu pierwszy raz stanęła 29 stycznia 1994 roku w Garmisch-Partenkirchen, kończąc rywalizację w zjeździe na trzeciej pozycji. W zawodach tych wyprzedziły ją jedynie Włoszka Isolde Kostner i Mélanie Suchet z Francji. W kolejnych startach jeszcze jeden raz stanęła na podium: 6 marca 1994 roku w Whistler ponownie zajęła trzecie miejsce w zjeździe. W sezonie 1993/1994 zajęła 40. miejsce w klasyfikacji generalnej, a w klasyfikacji zjazdu była dziewiąta.
Wystartowała na igrzyskach olimpijskich w Calgary w 1988 roku, zajmując siódme miejsce w kombinacji i osiemnaste w slalomie. Podczas rozgrywanych cztery lata później igrzysk w Albertville była szósta w kombinacji, a w zjeździe i supergigancie zajęła 31. miejsce. Brała również udział w igrzyskach olimpijskich w Lillehammer w 1994 roku, gdzie uplasowała się na 25. miejscu w supergigancie, 30. w zjeździe, a kombinacji nie ukończyła. Była też między innymi siódma w supergigancie na mistrzostwach świata w Vail w 1989 roku i kombinacji podczas mistrzostw świata w Saalbach-Hinterglemm dwa lata później.

## Osiągnięcia

### Igrzyska olimpijskie
| Miejsce | Dzień     | Rok  | Miejscowość | Konkurencja | Czas biegu | Strata     | Zwyciężczyni       |
| ------- | --------- | ---- | ----------- | ----------- | ---------- | ---------- | ------------------ |
| 7.      | 21 lutego | 1988 | Calgary     | Kombinacja  | 29,25 pkt  | +35,60 pkt | Anita Wachter      |
| DNF1    | 24 lutego | 1988 | Calgary     | Gigant      | 2:06,49    | -          | Vreni Schneider    |
| 18.     | 26 lutego | 1988 | Calgary     | Slalom      | 1:36,69    | +9,10      | Vreni Schneider    |
| 6.      | 13 lutego | 1992 | Albertville | Kombinacja  | 2,55 pkt   | +36,47 pkt | Petra Kronberger   |
| 20.     | 15 lutego | 1992 | Albertville | Zjazd       | 1:52,55    | +3,06      | Kerrin Lee-Gartner |
| 20.     | 18 lutego | 1992 | Albertville | Supergigant | 1:21,22    | +4,21      | Deborah Compagnoni |
| 25.     | 15 lutego | 1994 | Lillehammer | Supergigant | 1:22,15    | +1,98      | Diann Roffe        |
| 30.     | 19 lutego | 1994 | Lillehammer | Zjazd       | 1:35,93    | +2,95      | Katja Seizinger    |
| DNF2    | 21 lutego | 1994 | Lillehammer | Kombinacja  | 3:05,16    | -          | Pernilla Wiberg    |

### Mistrzostwa świata
| Miejsce | Dzień       | Rok  | Miejscowość | Konkurencja | Czas biegu | Strata     | Zwyciężczyni       |
| ------- | ----------- | ---- | ----------- | ----------- | ---------- | ---------- | ------------------ |
| 8.      | 2 lutego    | 1989 | Vail        | Kombinacja  | 5,65 pkt   | +44,76 pkt | Tamara McKinney    |
| 20.     | 5 lutego    | 1989 | Vail        | Zjazd       | 1:46,50    | +2,69      | Maria Walliser     |
| 7.      | 8 lutego    | 1989 | Vail        | Supergigant | 1:19,46    | +0,81      | Ulrike Maier       |
| DNF1    | 7 lutego    | 1989 | Vail        | Slalom      | 1:30,88    | -          | Mateja Svet        |
| 19.     | 26 stycznia | 1991 | Saalbach    | Zjazd       | 1:29,12    | +2,18      | Petra Kronberger   |
| 27.     | 29 stycznia | 1991 | Saalbach    | Supergigant | 1:08,72    | +2,97      | Ulrike Maier       |
| 7.      | 31 stycznia | 1991 | Saalbach    | Kombinacja  | 26,45 pkt  | +35,46 pkt | Chantal Bournissen |
| 24.     | 1 lutego    | 1991 | Saalbach    | Slalom      | 1:25,90    | +6,87      | Vreni Schneider    |
| 30.     | 2 lutego    | 1991 | Saalbach    | Gigant      | 2:07,45    | +6,07      | Pernilla Wiberg    |
| 16.     | 5 lutego    | 1993 | Morioka     | Kombinacja  | 3,39 pkt   | +91,38 pkt | Miriam Vogt        |
| 29.     | 10 lutego   | 1993 | Morioka     | Gigant      | 2:17,59    | +7,75      | Carole Merle       |
| 34.     | 11 lutego   | 1993 | Morioka     | Zjazd       | 1:27,38    | +2,94      | Kate Pace          |

### Puchar Świata

#### Miejsca w klasyfikacji generalnej
- sezon 1988/1989: 55
- sezon 1989/1990: 51
- sezon 1990/1991: 55
- sezon 1991/1992: 60.
- sezon 1992/1993: 74.
- sezon 1993/1994: 40.
- sezon 1994/1995: 86.

#### Miejsca na podium
1. Garmisch-Partenkirchen – 29 stycznia 1994 (zjazd) – 3. miejsce
2. Whistler – 6 marca 1994 (zjazd) – 3. miejsce